# Emil Hallfreðsson
Emil Hallfreðsson (Hafnarfjörður, 29 juni 1984) is een IJslands voormalig voetballer die doorgaans speelde als middenvelder. Tussen 2002 en 2023 was hij actief voor FH Hafnarfjörður, Tottenham Hotspur, Malmö FF, Lyn Oslo, Reggina, Barnsley, Hellas Verona, Udinese, Frosinone, opnieuw Udinese, Padova en Virtus Verona. Hallfreðsson maakte in 2005 zijn debuut in het IJslands voetbalelftal.

## Clubcarrière
Na zijn jeugdopleiding te hebben doorlopen bij FH Hafnarfjörður brak Hallfreðsson ook door bij die club. Na één seizoen in het eerste elftal werd hij samen met de Tsjech David Limberský door technisch directeur Frank Arnesen naar Tottenham Hotspur gehaald. Hij werd door de club verhuurd aan Malmö FF. Voor Tottenham zelf kwam hij niet in actie. Via Lyn Oslo, waarvoor hij één duel speelde, kwam hij binnen twee weken bij het Italiaanse Reggina. Door Reggina werd hij verhuurd aan Barnsley en Hellas Verona. Nadat hij in zijn eerste seizoen bij Hellas uitgeroepen werd tot Speler van het Jaar, nam de club hem definitief over. Hallfreðsson verkaste in januari 2016 naar Udinese. Tweeënhalf jaar later werd Frosinone zijn nieuwe werkgever. Hij zette zijn handtekening onder een verbintenis voor de duur van twee seizoenen. Na een halfjaar gingen club en speler uit elkaar. Anderhalve maand later keerde Hallfreðsson terug bij Udinese, waar hij tot het einde van het seizoen tekende. Na een half seizoen zonder club kwam hij begin 2020 terecht bij Padova en in oktober 2021 bij Virtus Verona. In de zomer van 2023 besloot Hallfreðsson op negenendertigjarige leeftijd een punt achter zijn actieve loopbaan te zetten.

## Clubstatistieken
| Seizoen | Club              | Competitie     | Competitie | Competitie | Beker | Beker | Internationaal | Internationaal | Totaal | Totaal |
| Seizoen | Club              | Competitie     | Wed.       | Dlp.       | Wed.  | Dlp.  | Wed.           | Dlp.           | Wed.   | Dlp.   |
| ------- | ----------------- | -------------- | ---------- | ---------- | ----- | ----- | -------------- | -------------- | ------ | ------ |
| 2002    | FH Hafnarfjörður  | Úrvalsdeild    | 5          | 2          | 0     | 0     | —              | —              | 5      | 2      |
| 2003    | FH Hafnarfjörður  | Úrvalsdeild    | 7          | 1          | 0     | 0     | —              | —              | 7      | 1      |
| 2004    | FH Hafnarfjörður  | Úrvalsdeild    | 15         | 4          | 0     | 0     | —              | —              | 15     | 4      |
| 2004/05 | Tottenham Hotspur | Premier League | 0          | 0          | 0     | 0     | —              | —              | 0      | 0      |
| 2005/06 | Tottenham Hotspur | Premier League | 0          | 0          | 0     | 0     | —              | —              | 0      | 0      |
| 2006    | → Malmö FF        | Allsvenskan    | 19         | 5          | 0     | 0     | —              | —              | 19     | 5      |
| 2007    | Lyn Oslo          | Eliteserien    | 1          | 0          | 0     | 0     | —              | —              | 1      | 0      |
| 2007/08 | Reggina           | Serie A        | 21         | 0          | 0     | 0     | —              | —              | 21     | 0      |
| 2008/09 | Reggina           | Serie A        | 13         | 1          | 0     | 0     | —              | —              | 13     | 1      |
| 2009/10 | → Barnsley        | Championship   | 27         | 3          | 3     | 0     | —              | —              | 30     | 3      |
| 2010/11 | → Hellas Verona   | Serie C        | 34         | 4          | 0     | 0     | —              | —              | 34     | 4      |
| 2011/12 | Hellas Verona     | Serie B        | 39         | 6          | 3     | 1     | —              | —              | 42     | 7      |
| 2012/13 | Hellas Verona     | Serie B        | 34         | 3          | 3     | 0     | —              | —              | 37     | 3      |
| 2013/14 | Hellas Verona     | Serie A        | 33         | 2          | 0     | 0     | —              | —              | 33     | 2      |
| 2014/15 | Hellas Verona     | Serie A        | 28         | 1          | 3     | 0     | —              | —              | 31     | 1      |
| 2015/16 | Hellas Verona     | Serie A        | 16         | 0          | 3     | 1     | —              | —              | 19     | 1      |
| 2015/16 | Udinese           | Serie A        | 11         | 0          | 0     | 0     | —              | —              | 11     | 0      |
| 2016/17 | Udinese           | Serie A        | 28         | 0          | 1     | 0     | —              | —              | 29     | 0      |
| 2017/18 | Udinese           | Serie A        | 19         | 0          | 2     | 0     | —              | —              | 21     | 0      |
| 2018/19 | Frosinone         | Serie A        | 6          | 0          | 1     | 0     | —              | —              | 7      | 0      |
| 2018/19 | Udinese           | Serie A        | 3          | 1          | 0     | 0     | —              | —              | 3      | 1      |
| 2019/20 | Padova            | Serie C        | 9          | 0          | 0     | 0     | —              | —              | 9      | 0      |
| 2020/21 | Padova            | Serie C        | 34         | 3          | 1     | 0     | —              | —              | 35     | 3      |
| 2021/22 | Virtus Verona     | Serie C        | 26         | 0          | 0     | 0     | —              | —              | 26     | 0      |
| 2022/23 | Virtus Verona     | Serie C        | 24         | 0          | 0     | 0     | —              | —              | 24     | 0      |
| Totaal  | Totaal            | Totaal         | 452        | 36         | 20    | 2     | 0              | 0              | 472    | 38     |

## Interlandcarrière
Hallfreðsson debuteerde op 30 maart 2005 in het IJslands voetbalelftal, toen er met 0–0 gelijkgespeeld werd tegen Italië. Hij viel drie minuten voor tijd in voor Grétar Steinsson. Op 8 september 2007 trof hij tijdens het met 1–1 gelijkgespeelde duel met Spanje voor het eerst doel namens de nationale elf. Op 9 mei 2016 maakte bondscoach Lars Lagerbäck bekend Hallfreðsson mee te nemen naar het Europees kampioenschap in juni 2016. Hij was een van de meest ervaren spelers in de selectie. IJsland werd in de kwartfinale uitgeschakeld door gastland Frankrijk, dat met 5–2 won.
| Interlands van Emil Hallfreðsson voor IJsland | Interlands van Emil Hallfreðsson voor IJsland | Interlands van Emil Hallfreðsson voor IJsland | Interlands van Emil Hallfreðsson voor IJsland | Interlands van Emil Hallfreðsson voor IJsland | Interlands van Emil Hallfreðsson voor IJsland |
| №                                             | Datum                                         | Wedstrijd                                     | Uitslag                                       | Soort wedstrijd                               | Doelpunten                                    |
| Als speler bij Tottenham Hotspur              | Als speler bij Tottenham Hotspur              | Als speler bij Tottenham Hotspur              | Als speler bij Tottenham Hotspur              | Als speler bij Tottenham Hotspur              | Als speler bij Tottenham Hotspur              |
| --------------------------------------------- | --------------------------------------------- | --------------------------------------------- | --------------------------------------------- | --------------------------------------------- | --------------------------------------------- |
| 1                                             | 30 mei 2005                                   | Italië – IJsland                              | 0 – 0                                         | Vriendschappelijk                             |                                               |
| 2                                             | 28 februari 2006                              | Trinidad en Tobago – IJsland                  | 2 – 0                                         | Vriendschappelijk                             |                                               |
| 3                                             | 7 oktober 2006                                | Letland – IJsland                             | 4 – 0                                         | EK 2008 kwalificatie                          |                                               |
| 4                                             | 11 oktober 2006                               | IJsland – Zweden                              | 1 – 2                                         | EK 2008 kwalificatie                          |                                               |
| 5                                             | 28 maart 2007                                 | Spanje – IJsland                              | 1 – 0                                         | EK 2008 kwalificatie                          |                                               |
| 6                                             | 2 juni 2007                                   | IJsland – Liechtenstein                       | 1 – 1                                         | EK 2008 kwalificatie                          |                                               |
| 7                                             | 6 juni 2007                                   | Zweden – IJsland                              | 5 – 0                                         | EK 2008 kwalificatie                          |                                               |
| Als speler bij Reggina                        |                                               |                                               |                                               |                                               |                                               |
| 8                                             | 22 augustus 2007                              | IJsland – Canada                              | 1 – 1                                         | Vriendschappelijk                             |                                               |
| 9                                             | 8 september 2007                              | IJsland – Spanje                              | 1 – 1                                         | EK 2008 kwalificatie                          | 40'                                           |
| 10                                            | 12 september 2007                             | IJsland – Noord-Ierland                       | 2 – 1                                         | EK 2008 kwalificatie                          |                                               |
| 11                                            | 13 oktober 2007                               | IJsland – Letland                             | 2 – 4                                         | EK 2008 kwalificatie                          |                                               |
| 12                                            | 17 oktober 2007                               | Liechtenstein – IJsland                       | 3 – 0                                         | EK 2008 kwalificatie                          |                                               |
| 13                                            | 21 november 2007                              | Denemarken – IJsland                          | 3 – 0                                         | EK 2008 kwalificatie                          |                                               |
| 14                                            | 26 maart 2008                                 | Slowakije – IJsland                           | 1 – 2                                         | Vriendschappelijk                             |                                               |
| 15                                            | 28 mei 2008                                   | IJsland – Wales                               | 0 – 1                                         | Vriendschappelijk                             |                                               |
| 16                                            | 20 augustus 2008                              | IJsland – Azerbeidzjan                        | 1 – 1                                         | Vriendschappelijk                             |                                               |
| 17                                            | 6 september 2008                              | Noorwegen – IJsland                           | 2 – 2                                         | WK 2010 kwalificatie                          |                                               |
| 18                                            | 10 september 2008                             | IJsland – Schotland                           | 1 – 2                                         | WK 2010 kwalificatie                          |                                               |
| 19                                            | 11 oktober 2008                               | Nederland – IJsland                           | 2 – 0                                         | WK 2010 kwalificatie                          |                                               |
| 20                                            | 15 oktober 2008                               | IJsland – Macedonië                           | 1 – 0                                         | WK 2010 kwalificatie                          |                                               |
| 21                                            | 19 november 2008                              | Malta – IJsland                               | 0 – 1                                         | Vriendschappelijk                             |                                               |
| 22                                            | 11 februari 2009                              | Liechtenstein – IJsland                       | 0 – 2                                         | Vriendschappelijk                             |                                               |
| 23.                                           | 10 juni 2009                                  | Macedonië – IJsland                           | 2 – 0                                         | WK 2010 kwalificatie                          |                                               |
| 24.                                           | 12 augustus 2009                              | IJsland – Slowakije                           | 1 – 1                                         | Vriendschappelijk                             |                                               |
| Als speler bij Barnsley                       |                                               |                                               |                                               |                                               |                                               |
| 25                                            | 5 september 2009                              | IJsland – Noorwegen                           | 1 – 1                                         | WK 2010 kwalificatie                          |                                               |
| 26                                            | 9 september 2009                              | IJsland – Georgië                             | 3 – 1                                         | Vriendschappelijk                             |                                               |
| 27                                            | 13 oktober 2009                               | IJsland – Zuid-Afrika                         | 1 – 0                                         | Vriendschappelijk                             |                                               |
| 28                                            | 14 november 2009                              | Luxemburg – IJsland                           | 1 – 1                                         | Vriendschappelijk                             |                                               |
| 29                                            | 3 maart 2010                                  | Cyprus – IJsland                              | 0 – 0                                         | Vriendschappelijk                             |                                               |
| Als speler bij Hellas Verona                  |                                               |                                               |                                               |                                               |                                               |
| 30                                            | 29 februari 2012                              | Montenegro – IJsland                          | 2 – 1                                         | Vriendschappelijk                             |                                               |
| 31                                            | 7 september 2012                              | IJsland – Noorwegen                           | 2 – 1                                         | WK 2014 kwalificatie                          |                                               |
| 32                                            | 11 september 2012                             | Cyprus – IJsland                              | 1 – 0                                         | WK 2014 kwalificatie                          |                                               |
| 33                                            | 12 oktober 2012                               | Albanië – IJsland                             | 1 – 2                                         | WK 2014 kwalificatie                          |                                               |
| 34                                            | 16 oktober 2012                               | IJsland – Zwitserland                         | 0 – 2                                         | WK 2014 kwalificatie                          |                                               |
| 35                                            | 6 februari 2013                               | IJsland – Rusland                             | 0 – 2                                         | Vriendschappelijk                             |                                               |
| 36                                            | 22 maart 2013                                 | Slovenië – IJsland                            | 1 – 2                                         | WK 2014 kwalificatie                          |                                               |
| 37                                            | 7 juni 2013                                   | IJsland – Slovenië                            | 2 – 4                                         | WK 2014 kwalificatie                          |                                               |
| 38                                            | 14 augustus 2013                              | IJsland – Faeröer                             | 1 – 0                                         | Vriendschappelijk                             |                                               |
| 39                                            | 19 november 2013                              | Kroatië – IJsland                             | 2 – 0                                         | WK 2014 kwalificatie                          |                                               |
| 40                                            | 5 maart 2014                                  | Wales – IJsland                               | 3 – 1                                         | Vriendschappelijk                             |                                               |
| 41                                            | 30 mei 2014                                   | Oostenrijk – IJsland                          | 1 – 1                                         | Vriendschappelijk                             |                                               |
| 42                                            | 4 juni 2014                                   | IJsland – Estland                             | 1 – 0                                         | Vriendschappelijk                             |                                               |
| 43                                            | 9 september 2014                              | IJsland – Turkije                             | 3 – 0                                         | EK 2016 kwalificatie                          |                                               |
| 44                                            | 10 oktober 2014                               | Letland – IJsland                             | 0 – 3                                         | EK 2016 kwalificatie                          |                                               |
| 45                                            | 13 oktober 2014                               | IJsland – Nederland                           | 2 – 0                                         | EK 2016 kwalificatie                          |                                               |
| 46                                            | 16 november 2014                              | Tsjechië – IJsland                            | 2 – 1                                         | EK 2016 kwalificatie                          |                                               |
| 47                                            | 28 maart 2015                                 | Kazachstan – IJsland                          | 0 – 3                                         | EK 2016 kwalificatie                          |                                               |
| 48                                            | 31 maart 2015                                 | Estland – IJsland                             | 1 – 1                                         | Vriendschappelijk                             |                                               |
| 49                                            | 12 juni 2015                                  | IJsland – Tsjechië                            | 2 – 1                                         | EK 2016 kwalificatie                          |                                               |
| 50                                            | 10 oktober 2015                               | IJsland – Letland                             | 2 – 2                                         | EK 2016 kwalificatie                          |                                               |
| Als speler bij Udinese                        |                                               |                                               |                                               |                                               |                                               |
| 51                                            | 24 maart 2016                                 | Denemarken – IJsland                          | 2 – 1                                         | Vriendschappelijk                             |                                               |
| 52                                            | 29 maart 2016                                 | Griekenland – IJsland                         | 2 – 3                                         | Vriendschappelijk                             |                                               |
| 53                                            | 1 juni 2016                                   | Noorwegen – IJsland                           | 3 – 2                                         | Vriendschappelijk                             |                                               |
| 54                                            | 6 juni 2016                                   | IJsland – Liechtenstein                       | 4 – 0                                         | Vriendschappelijk                             |                                               |
| 55                                            | 18 juni 2016                                  | IJsland – Hongarije                           | 1 – 1                                         | EK 2016                                       |                                               |
| 56                                            | 5 september 2016                              | Oekraïne – IJsland                            | 1 – 1                                         | WK 2018 kwalificatie                          |                                               |
| 57                                            | 24 maart 2017                                 | Kosovo – IJsland                              | 1 – 2                                         | WK 2018 kwalificatie                          |                                               |
| 58                                            | 11 juni 2017                                  | IJsland – Kroatië                             | 1 – 0                                         | WK 2018 kwalificatie                          |                                               |
| 59                                            | 2 september 2017                              | Finland – IJsland                             | 1 – 0                                         | WK 2018 kwalificatie                          |                                               |
| 60                                            | 5 september 2017                              | IJsland – Oekraïne                            | 2 – 0                                         | WK 2018 kwalificatie                          |                                               |
| 61                                            | 9 oktober 2017                                | IJsland – Kosovo                              | 2 – 0                                         | WK 2018 kwalificatie                          |                                               |
| 62                                            | 23 maart 2018                                 | Mexico – IJsland                              | 3 – 0                                         | Vriendschappelijk                             |                                               |
| 63                                            | 2 juni 2018                                   | IJsland – Noorwegen                           | 2 – 3                                         | Vriendschappelijk                             |                                               |
| 64                                            | 7 juni 2018                                   | IJsland – Ghana                               | 2 – 2                                         | Vriendschappelijk                             |                                               |
| 65                                            | 16 juni 2018                                  | Argentinië – IJsland                          | 1 – 1                                         | WK 2018                                       |                                               |
| 66                                            | 26 juni 2018                                  | IJsland – Kroatië                             | 1 – 2                                         | WK 2018                                       |                                               |
| Als speler bij Frosinone                      |                                               |                                               |                                               |                                               |                                               |
| 67                                            | 11 september 2018                             | IJsland – België                              | 0 – 3                                         | Nations League 2018/19                        |                                               |
| Als speler bij Udinese                        |                                               |                                               |                                               |                                               |                                               |
| 68                                            | 11 juni 2019                                  | IJsland – Turkije                             | 2 – 1                                         | EK 2020 kwalificatie                          |                                               |
| Als speler zonder club                        |                                               |                                               |                                               |                                               |                                               |
| 69                                            | 7 september 2019                              | IJsland – Moldavië                            | 3 – 0                                         | EK 2020 kwalificatie                          |                                               |
| 70                                            | 10 september 2019                             | Albanië – IJsland                             | 4 – 2                                         | EK 2020 kwalificatie                          |                                               |
| 71                                            | 14 oktober 2019                               | IJsland – Andorra                             | 2 – 0                                         | EK 2020 kwalificatie                          |                                               |
| 72                                            | 5 september 2020                              | IJsland – Engeland                            | 0 – 1                                         | Nations League 2020/21                        |                                               |
| 73                                            | 8 september 2020                              | België – IJsland                              | 5 – 1                                         | Nations League 2020/21                        |                                               |